# Булгаков, Алексей Дмитриевич
Алексе́й Дми́триевич Булга́ков (12 (24) марта 1872, Санкт-Петербург — 14 января 1954, Москва) — русский и советский артист балета, режиссёр и балетный педагог. Заслуженный деятель искусств РСФСР (1949).

## Биография
М. В. Борисоглебский (точнее Д. И. Лешков) сообщал, что А. Д. Булгаков был сыном отставного писаря.
В 1889 году окончил Петербургское театральное училище, где числился пансионером К. Дидло и обучался в классах М. И. Петипа и П. А. Гердта. Воспринятое от наставников русской классической школы мастерство Булгаков воплощал от первой и до последней в ряду своих значительных ролей: от Ротбарта на петербургской премьере «Лебединого озера» (1895) до Лоренцо на московской премьере «Ромео и Джульетты» (1946). После выпуска из училища был зачислен в труппу Мариинского театра танцовщиком кордебалета. Первые пять лет службы был занят на второстепенных ролях. Первая значительная роль — Дроссельмейер в «Щелкунчике» — была поручена танцовщику после смерти Т. А. Стуколкина в 1894 году, а вторая — Ротбарт в «Лебедином озере» — в следующем 1895 году. Проявил мимическое дарование и благодаря значительным успехам в 1900 году уже числился танцовщиком 1-го разряда. Великолепно исполнял партии Брамина («Баядерка»), Дон-Кихота (в постановке «Дон-Кихота» А. А. Горского 1902 года в Мариинском театре), Иньиго («Пахита»), Старика-отца («Грациелла»), Людоеда («Спящая красавица»), Рыцаря («Синяя борода»), Негра («Дочь фараона»), Клода Фролло («Эсмеральда»). В 1902 году получил золотую медаль «За усердную службу». Место ведущего мимического актёра занял после смерти Ф. И. Кшесинского в 1905 году. В 1909 году уволился по истечении 20 лет службы, а также по состоянию здоровья, поскольку болел катаром лёгких.
Выступал с антрепризой С. П. Дягилева в Русских сезонах 1909, 1910 и 1914 годов в постановках М. М. Фокина в Париже.
С 1911 по 1949 год — артист Большого театра. Ю. А. Бахрушин писал, что в 1910 году танцовщика в качестве режиссёра и мимического актёра в Большой театр пригласил А. А. Горский. Среди партий московского периода: Ганс («Жизель»), Абдерахман («Раймонда»), Капитан («Красный мак»), Маркиз де Борегар («Пламя Парижа»), Просперо («Три толстяка»). В 1913—1917 годах занимал должность главного режиссёра балетной труппы Большого театра. Последняя значительная роль — Лоренцо («Ромео и Джульетта», 1946).
Занимался педагогической деятельностью. В 1909—1911 годах преподавал пластику и мимику в театральной школе А. С. Суворина в Петербурге, в 1926—1929 годах мимику в Московском хореографическом училище. А. Д. Булгаков покинул сцену в 1949 году, проведя на службе в общей сложности 60 лет.
Похоронен на Новодевичьем кладбище.

## В балетах Фокина
Первый исполнитель партий в некоторых постановках М. М. Фокина
в Мариинском театре
- 1907 — 10 февраля, Шопен, «Шопениана»
- 1909 — 8 марта, Марк Антоний, «Египетские ночи»

Красовская отметила неточность в воспоминаниях Фокина: первым и постоянным исполнителем роли Марка Антония в «Египетских ночах» был Булгаков, но не Гердт. Фокин предполагал задействовать Булгакова в роли Блиоксиса в несостоявшейся в Петербурге постановке балета «Дафнис и Хлоя».
в антрепризе Русский балет Дягилева
- 1909 — 2 июня, «Клеопатра»
- 1910
  - 4 июня — Шахриар, «Шехеразада»
  - 25 июня — Кощей Бессмертный, «Жар-птица»
- 1914
  - 14 мая — Потифар, «Легенда об Иосифе»
  - 24 мая — Царь Дадон, «Золотой петушок»

В воспоминаниях Фокин отозвался о Булгакове как об отличном мимисте, сыгравшем Шопена, прекрасном и большом артисте, великолепно исполнившему роли шаха Назара (sic — сейчас принята орфография шах Шахриар), Кощея Бессмерного и Дадона в «Золотом петушке».

## Оценки творчества
В. Я. Светлов в рецензии на прощальное выступление танцовщика в «Баядерке» на сцене Мариинского театра в 1909 году отмечал осмысленность и колоритность творчества, сценичность его фигуры, широту жестов, выразительность мимики.
Ю. А. Бахрушин расценивал А. Д. Булгакова как одного из крупнейших артистов русского балета: «Скупость и выразительность жестов, яркая, но не утрированная мимика, умение подчинить все средства исполнения созданию яркого образа и мастерское владение гримом всегда являлись основными чертами этого замечательного артиста».
В. М. Красовская отметила, что начавшаяся в 1889 году деятельность актёра-мима прошла «сквозь несколько „эпох“ русского балета». Очевидно, балетовед имела в виду дореволюционные этапы на сцене Мариинского театра и заграничных гастролей Русских сезонов Дягилева, затем — советский московский период. От своих учителей Петипа и Гердта Булгаков воспринял «академическое благородство манеры, сообщавшее картинность, но и сдержанность даже самым пылким изъявлениям страсти». Исследовательница также привела оценки А. Н. Бенуа роли Шахриара в «Шехеразаде»: «благородный, даровитый, нежный царь с головы до ног»; и С. Л. Григорьева роли Кощея в «Жар-птице», когда Булгаков выглядел «совершенно устрашающе и, будучи превосходным мимом, чрезвычайно эффектно передал роль». В. М. Красовская привела оценку Ф. В. Лопухова, вспоминавшего «монументальную живописность» жеста мима, его способность «сочетать условность балетного жеста с реалистической выразительностью», и назвавшего убедительную пластику Булгакова «шаляпинской».
О мастерстве А. Д. Булгакова свидетельствует оценка М. Н. Горшковой о последней значительной роли артиста — Лоренцо в «Ромео и Джульетте»: «Он играл необыкновенно трогательно. В нём сочеталось много мудрости и желания примирить непримиримых».

## Звания
- Орден Трудового Красного Знамени (27.05.1951)
- Орден «Знак Почёта» (02.06.1937) — за выдающиеся заслуги в деле развития оперного и балетного искусства
- Заслуженный деятель искусств РСФСР (1949)[2]